# Caibaté

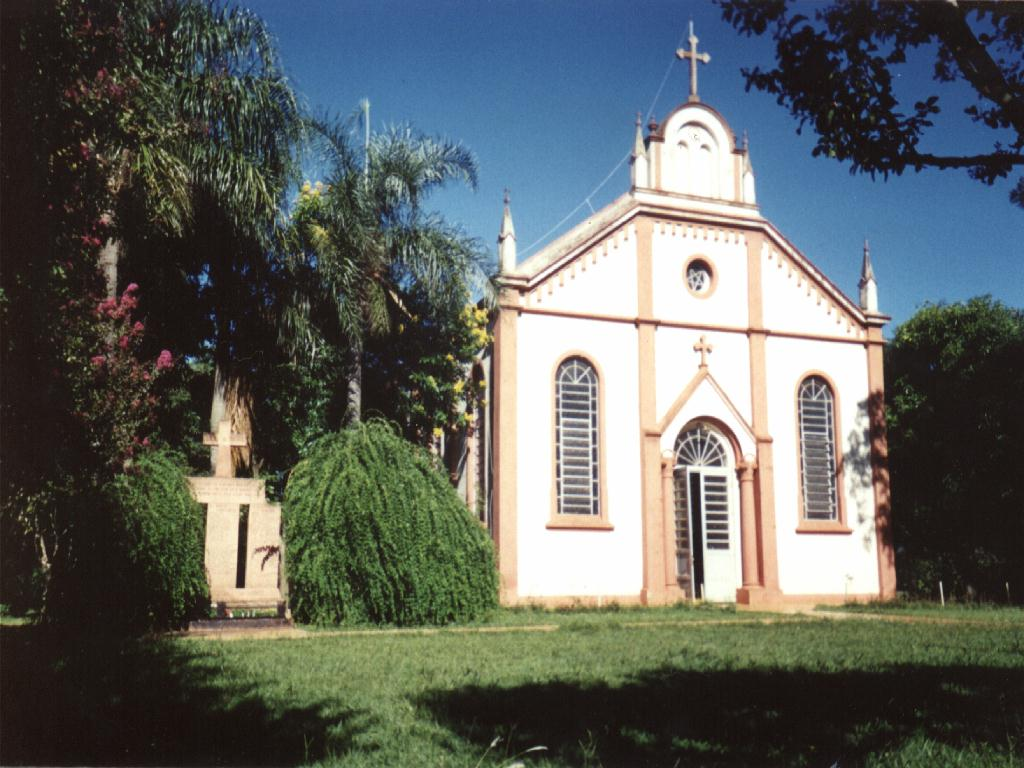
Iglesia de Caaró (Caibaté, Rio Grande do Sul, Brasil), con el monumento a los Santos Mártires Jesuitas de 1628.

Caibaté es un municipio brasileño del estado de Rio Grande do Sul.
Se encuentra ubicado en las coordenadas: 28°17′16″S 54°17′16″O / -28.28778, -54.28778  una latitud de 28º17'16", estando a una altitud de 286 metros sobre el nivel del mar.

Su población estimada para el año 2004  era de 5.003 habitantes. Ocupa una superficie de 374,65 km².
En sus cercanías se produjo el principal combate de la Guerra Guaranítica durante el año 1756 pereciendo en el mismo, entre otros el célebre Sepé Tiarayú. 
Anulado el Tratado de Madrid (1750), por el de El Pardo en 1761. El territorio pasó a manos portuguesas en 1801, durante la conquista portuguesa de las Misiones Orientales.
- Datos: Q742521
- Multimedia: Caibaté / Q742521